# Tatiana Drexler
Tatiana Drexler (* 12. února 1963 Martin) je slovenská tanečnice a učitelka.

## Život a kariéra
Tatiana Drexler se narodila 12. února 1963 v Martině v Československu. V dětství se věnovala baletu a gymnastice. Na Univerzitě Komenského v Bratislavě studovala matematiku a tělovýchovu.
Se svým tehdejším manželem a tanečním partnerem Peterem Ingrišem roku 1987 emigrovala do Německa. Zde začali tanec vyučovat a též slavili úspěchy v tamních soutěžích. Tatiana je několikanásobná mistryně Slovenska a semifinalistka mistrovství světa profesionálů. Také se s partnerem devětkrát probojovali do finále mistrovství Německa. Po deseti letech se rozvedli.
Provdala se znovu, za kriminalistu Hartmuta Hoppa, se kterým se seznámila při autonehodě, kterou způsobila, a on ji vyšetřoval. Tatiana Drexler trvale žije v německém Hannoveru.
V roce 2007 se poprvé účastnila jako porotce televizní soutěže Star Dance a od té doby je pravidelně členkou poroty.